# Анаперо блідий
Анапе́ро блідий (Chordeiles rupestris) — вид дрімлюгоподібних птахів родини дрімлюгових (Caprimulgidae). Мешкає в Амазонії.

## Опис
Довжина птаха становить 19-24 см. Виду не притаманний статевий диморфізм. Верхня частина тіла світло-сірувато-коричнева, поцяткована бурими смужками і плямками. Підборіддя і горло білі або білувато-охристі, груди сірувато-білі з коричневим відтінком, поцятковані коричневими смугами і плямами, живіт білий, поцяткований коричневими плямами. Нижня сторона крила біла.

## Підвиди
Виділяють два підвиди:
- C. r. xyostictus Oberholser, 1914 — центральна Колумбія (Кундінамарка);
- C. r. rupestris (Spix, 1825) — від південно-східної Колумбії до Венесуели, сходу Еквадору і Перу, центральної Бразилії і Болівії.

## Поширення і екологія
Бліді анаперо мешкають в Колумбії, Венесуелі, Еквадорі, Перу, Болівії і Бразилії. Вони живуть в долинах річок, в прибережних чагарникових заростях, на болотах і річкових островах. Зустрічаються на висоті до 700 м над рівнем моря. Ведуть присмерковий і нічний спосіб життя. Живляться комахами, яких ловлять в польоті. Сезон розмноження на південному сході Перу триває з травня по серпень, в центральній Бразилії з червня по вересень. Відкладають яйця в ямку на піщаному пляжі, часто поряд з колоніями амазонських і великодзьобих крячків та американських водорізів. В кладці 2 яйця.